# Марио Лемина
Марио Лемина (роден на 1 септември 1993 г.) е габонски футболист, полузащитник, който играе за турския клуб Галатасарай.
Лемина е световен шампион с националния отбор на Франция до 20 г. през 2013 г. Впоследствие избира да играе за националния тим на родината си Габон.

## Кариера
Роден в столицата на Габон Либревил, Лемина израства в школата на френския Лориан, като записва 14 мача за клуба в Лига 1. През 2013 г. преминава за 4 млн. евро в Олимпик Марсилия. Две години по-късно е привлечен от Ювентус, а от август 2017 г. е част от отбора на Саутхамптън. Преминава при „светците“ за трансферна сума от 15,4 млн. паунда.

## Отличия
Лемина е двукратен шампион на Серия А и двукратен носител на Купата на Италия с Ювентус през 2015/16 и 2016/17.